# Bronka, Irșava
Bronka (în ucraineană Бронька) este localitatea de reședință a comunei Bronka din raionul Irșava, regiunea Transcarpatia, Ucraina.

## Demografie
Componența lingvistică a localității Bronka
     Ucraineană (99,01%)
     Alte limbi (0,94%)
Conform recensământului din 2001, majoritatea populației localității Bronka era vorbitoare de ucraineană (99,01%), existând în minoritate și vorbitori de alte limbi.